# Edna Hicks
Edna Hicks (* 14. Oktober 1895 in New Orleans, Louisiana, USA; † 16. August 1925 in Chicago, Illinois, USA) war eine US-amerikanische Bluessängerin.

## Biografie
Hicks wurde 1895 in New Orleans geboren. Die Jazz- und Bluessängerin Lizzie Miles war ihre Halbschwester. Es wird angenommen, dass Hicks als Teenager in den Norden zog.
Sie war in den späten 1910er und 1920er Jahren im schwarzen Vaudeville im Mittleren Westen der USA beliebt, trat häufig in Chicago und Cincinnati auf und machte 1923 und 1924 Aufnahmen für sieben verschiedene Musiklabel: Victor, Vocalion, Columbia, Gennett, Brunswick, Ajax und Paramount. Ihr häufigster Begleiter war Fletcher Henderson; einige ihrer Aufnahmen wurden von Porter Grainger und Lemuel Fowler begleitet.
Im August 1925 erlitt sie Verbrennungen, als Benzin durch eine Kerze in ihrer Hand entzündet wurde. Sie starb zwei Tage später, am 16. August, in einem Krankenhaus in Chicago.
Document Records veröffentlichte 1996 das Album Edna Hicks – Complete Recorded Works in Chronological Order Volume 1 (1923), im gleichen Jahr gefolgt von Edna Hicks, Hazel Myers, Laura Smith – Complete Recorded Works in Chronological Order Volume 2 (1923–1927).